# Fuerzas británicas de Gibraltar
Las Fuerzas Británicas de Gibraltar (en inglés British Forces Gibraltar) son las Fuerzas Armadas británicas estacionadas en el territorio británico de ultramar de Gibraltar. Gibraltar se utiliza principalmente como zona de entrenamiento, gracias a su buen clima y terreno rocoso, y como escala para aviones y barcos en ruta hacia y desde los despliegues al este del Canal de Suez, África e Islas Malvinas.

## Historia
Las Fuerzas Armadas británicas en Gibraltar habían sido dirigidas predominantemente por la marina desde la década de 1890. En la década de 1950, las discusiones sobre la creación de las Fuerzas Aliadas de la OTAN en el Mediterráneo llevaron al oficial de bandera Gibraltar a ser puesto al mando de las fuerzas de la OTAN en la zona.